# Klášter Marienstern
Klášter Marienstern (hornolužickosrbsky Marijina Hwězda) je ženský cisterciácký klášter v Panschwitz-Kuckau (Pančicy-Kukow) v Horní Lužici.

## Historie
Klášter roku 1248 založili tři bratři, páni z Kamence. V listině z 13. října 1248 byly klášteru věnovány příjmy z fary a špitálu v Kamenci a o dva roky později přijal konvent cisterciáckou řeholi a jeho vizitačním klášterem se stal klášter Altzella u Nossenu, po jeho sekularizaci od roku 1812 Osecký klášter.
Roku 1264 se klášter dostal pod ochranu braniborských vévodů Jana II. a Oty III., kteří klášter osvobodili od všech daní a služeb a nadali jej vlastní soudní pravomocí. Faktickým zakladatelem kláštera byl Bernard z Kamence, jeden z bratrů zakladatelů, míšeňský biskup, významný duchovní na dvoře vratislavského vévody a poté českého krále Václava II. Konvent podporoval od jeho založení až do své smrti, byl výjimečným mecenášem, sám objednával umělecká díla, která vytvořila základ unikátní chrámové pokladnice, především gotického zlatnictví. Objednal také iluminovaný Lekcionář Arnolda Míšeňského určený přímo pro mariensternský klášter. V klášteře byl uctíván jako světec, dochovala se jeho barokní socha.

## Současnost
V letech 1994–1998 byly klášterní budovy rekonstruovány a dostavěny z financí saské spolkové vlády. V restituci se klášteru vrátily pozemky 20 okolních vesnic. Byl obnoven klášterní pivovar, rozšířena restaurace, otevřeno pekařství, zřízen dům pro hosty a nedaleko kláštera ještě ubytovna pro poutníky. Zásadním restaurováním prošly umělecké sbírky, zpřístupněné v Klášterním muzeu, nově byla uspořádána knihovna.  
Již roku 1954 založený ústav pro péči o mentálně postižené Marie-Marta Heim se dostavbou pater značně rozšířil na současnou kapacitu 110 osob, stará se o ně kromě řádových sester také 14 civilních zaměstnanců. Klienti mohou pracovat v řemeslnické dílně a na zahradě. Autoritativní abatyše Benedikta Waurick (Wawrikec), narozená v Nowé Jaseńce lužickosrbským rodičům, vedla klášter v letech 1986-2011; v době NDR se zasloužila o nedotknutelnost klausury a utajení klenotnice před pátráním policie Stasi. Vydala také pro zaměstnance kláštera kontroverzní zákaz používání lužické srbštiny v přítomnosti postižených, který byl po jejím odchodu zrušen.

## Architektura

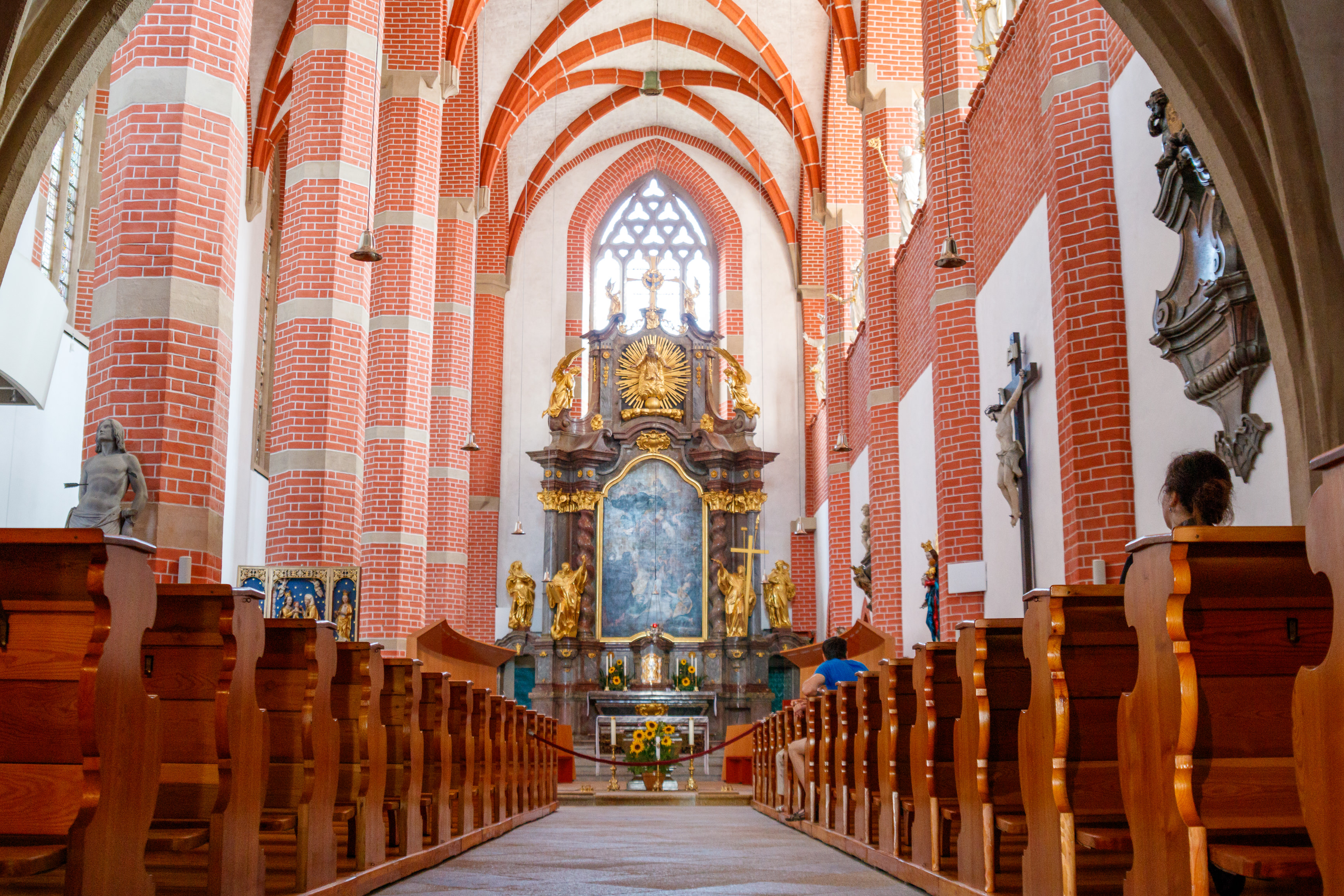
Pohled k hlavnímu oltáři kostela

Klášterní budovy jsou komplexem cihlové architektury od rané gotiky až po 19. století. Půdorys kláštera byl dán cisterciáckým schématem s filiací Citeaux - Morimond - Klášter Altzella. Nejcennější je gotická architektura kostela a křížové chodby. 
- Kostel Nanebevzetí Panny Marie je trojlodní halová stavba, jejíž loď v patře uzavírá empora, která původně sloužila nemocným, západní chór byl určen sestrám. Má pravoúhlý chór. Stejnou dispozici, ale ve větším měřítku, měl zbořený cisterciácký kostel Zbraslavského kláštera. Mariensternský kostel také pobořili husité, ale byl obnoven do téměř původní podoby. Barokní úpravy západního průčelí s volutovým štítem a sochou Krista Spasitele navrhl architekt Zacharias Hoffmann v letech 1720-1721, stejně jako novostavbu barokního konventu.
- Hlavní oltář: pozdně barokní mramorová architektura od Františka Lauermanna z Prahy (1751; obraz Nanebevzetí Panny Marie mezi apoštoly namaloval František Xaver Palko, tabernákl dodal Kašpar Gschwandtner. Čtyři sochy řádových patronů Benedikta a Bernarda, sv. Kateřiny a sv. Markéty a dodal z Prahy Ignác František Platzer a jeho dílna.
- Tři postranní oltáře: Mají pozdně gotické retábly s dřevořezbami ze 14.-15. století: oltář 14 svatých pomocníků, Anenský oltář a ikonograficky nejpozoruhodnější oltář Nanebevzetí sv. Marie Magdalény s reliéfem nahé světice zahalené jen do dlouhých vlasů a unášené anděli (od řezbáře ze Zhořelce, kolem 1520). Byly do kostela vráceny při obnově po roce 1958. Na balustrádě empory stojí 12 dřevěných barokních soch světců a světic v nadživotní velikosti, vyřezal je původem lužický sochař Matěj Václav Jäckel z Prahy (osazeny v letech 1718 a 1720).
- reliéf Panny Marie Assumpty, polychromovaná dřevořezba ve stylu barokní gotiky, 17. století
- Náhrobní desky a epitafy: Bernharda z Kamenze a Heinricha z Kamenze (1629), sarkofág, deska a epitaf místodržitele v Sasku knížete Antona Egona z Fürstenbergu-Heiligenbergu (1656–1716) s figurkami andělů z okruhu Baltazara Permosera
- Varhany v barokní skříni postavil Gottfried Silbermann, rekonstrukce a elektrifikace je z roku 1997
- Barokní budova konventu z jižní strany navazuje na kostel, projekt Zachariase Hoffmanna
- Klášterní dvůr s kašnou, na kterou dala roku 1739 uměnímilovná abatyše Kordula Sommerová vytesat sochu českého korunovaného lva,
- zahrada s mariánským sloupem datovaným chronogramem 1723
- Budova proboštství
- Klášterní muzeum – významná klenotnice, sbírka obrazů, soch a devocionálií ze 14. až 19. století, mnohé českého původu
- Klášterní knihovna
- Konventní hřbitov - přiléhá k východnímu křídlu konventní budovy, v severní části navazuje hřbitov proboštů s pohřební kaplí

## Galerie

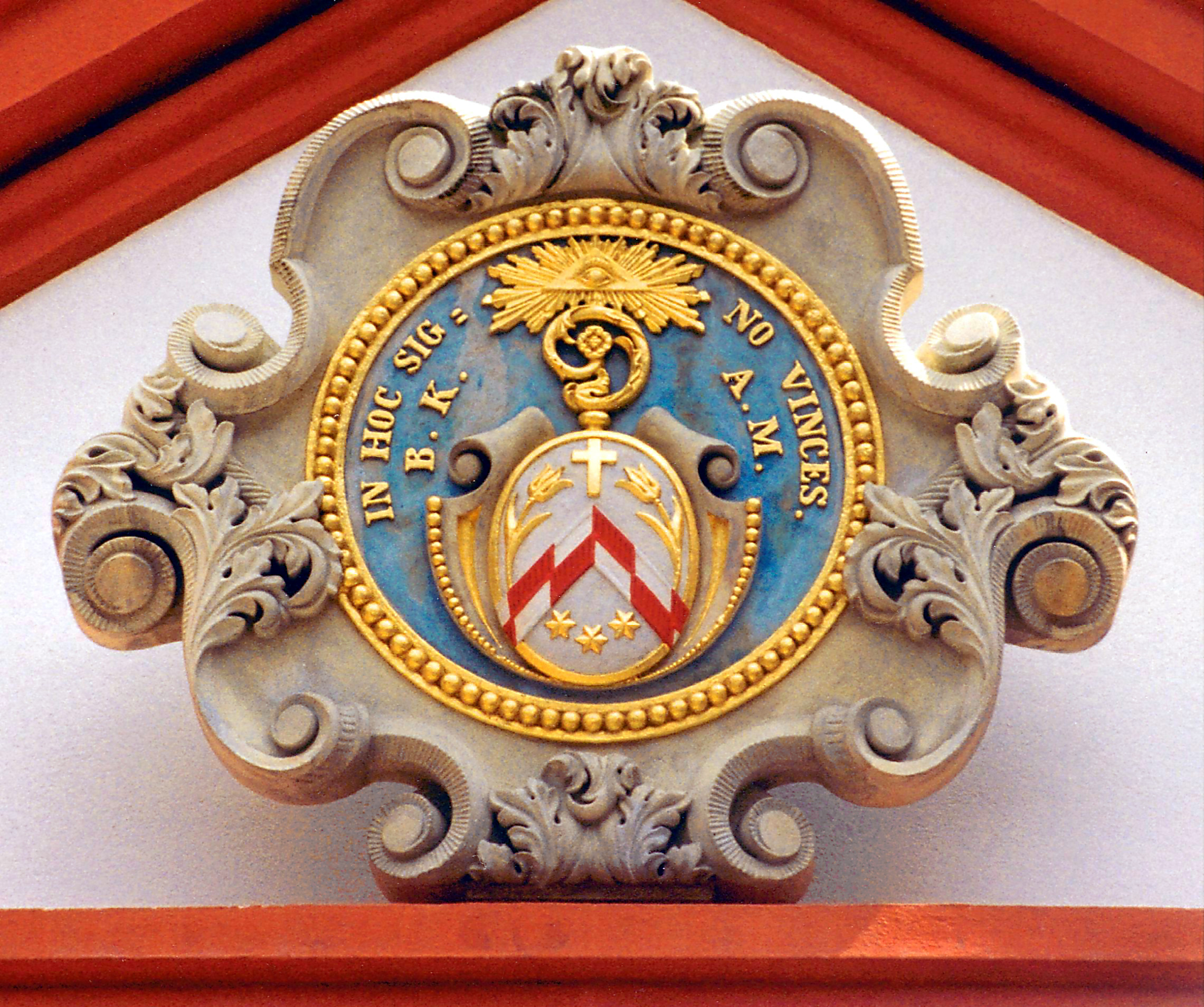
Znak kláštera
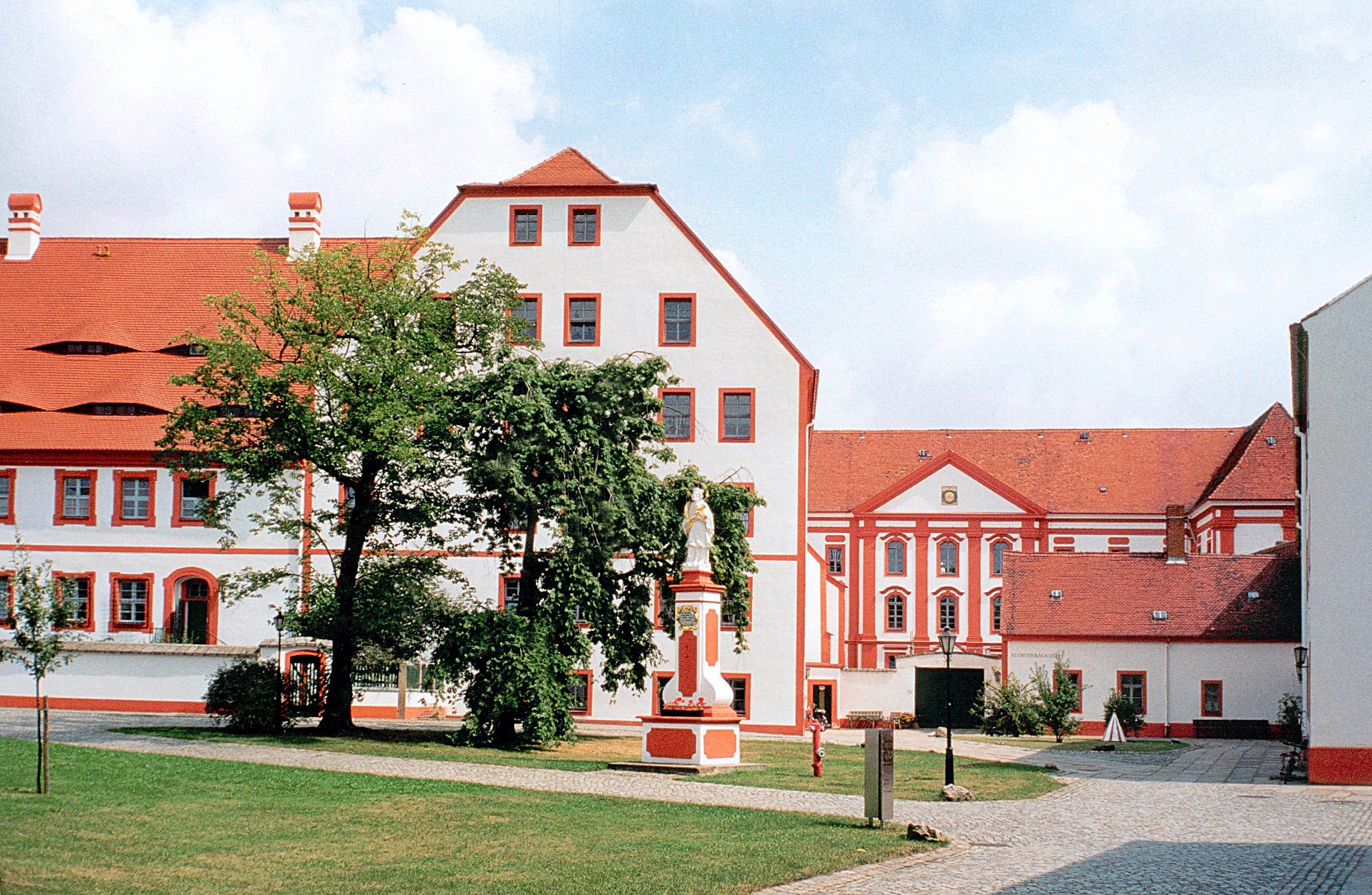
Barokní konvent a socha sv. Jana Nepomuka
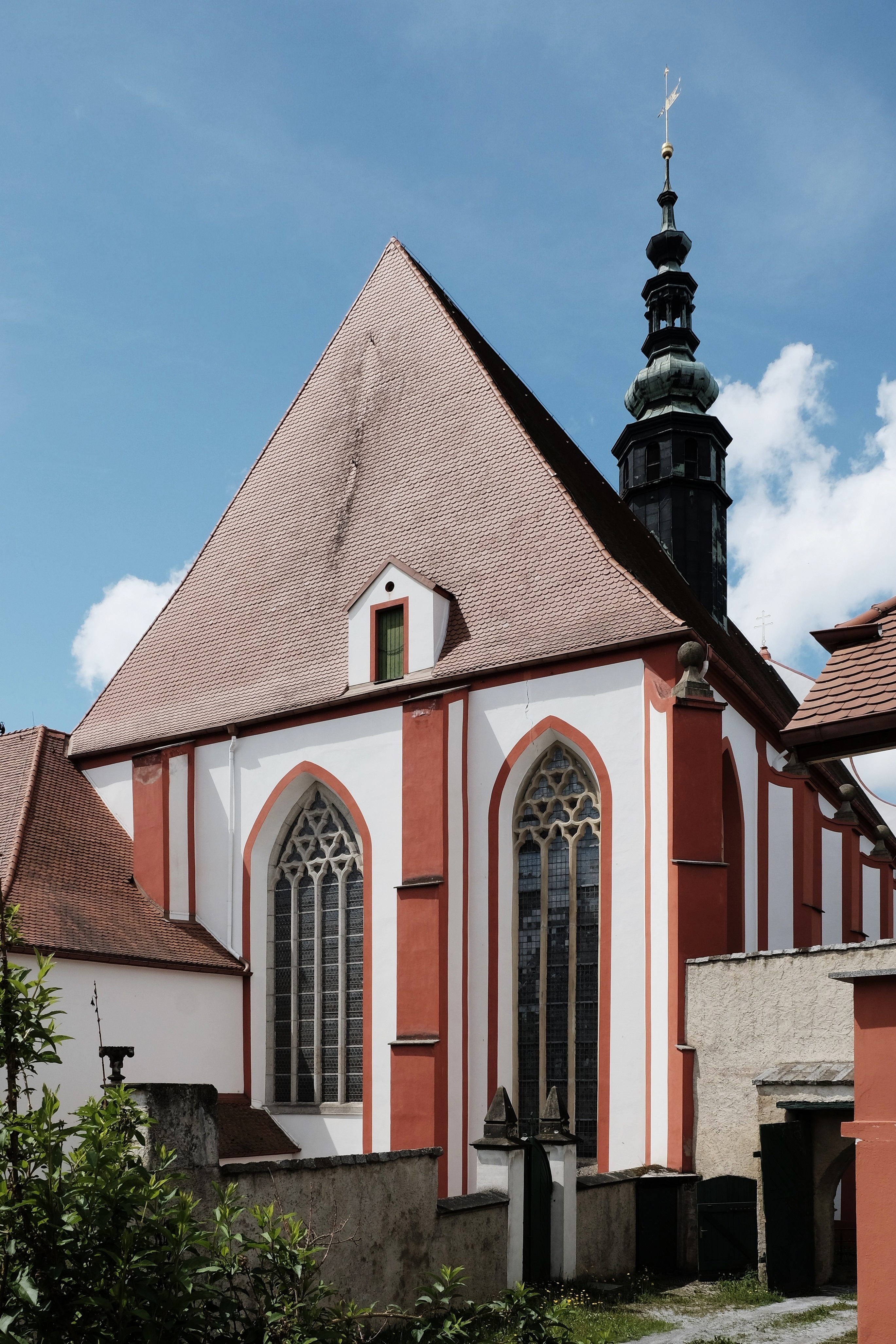
Gotický závěr kostela  od severovýchodu
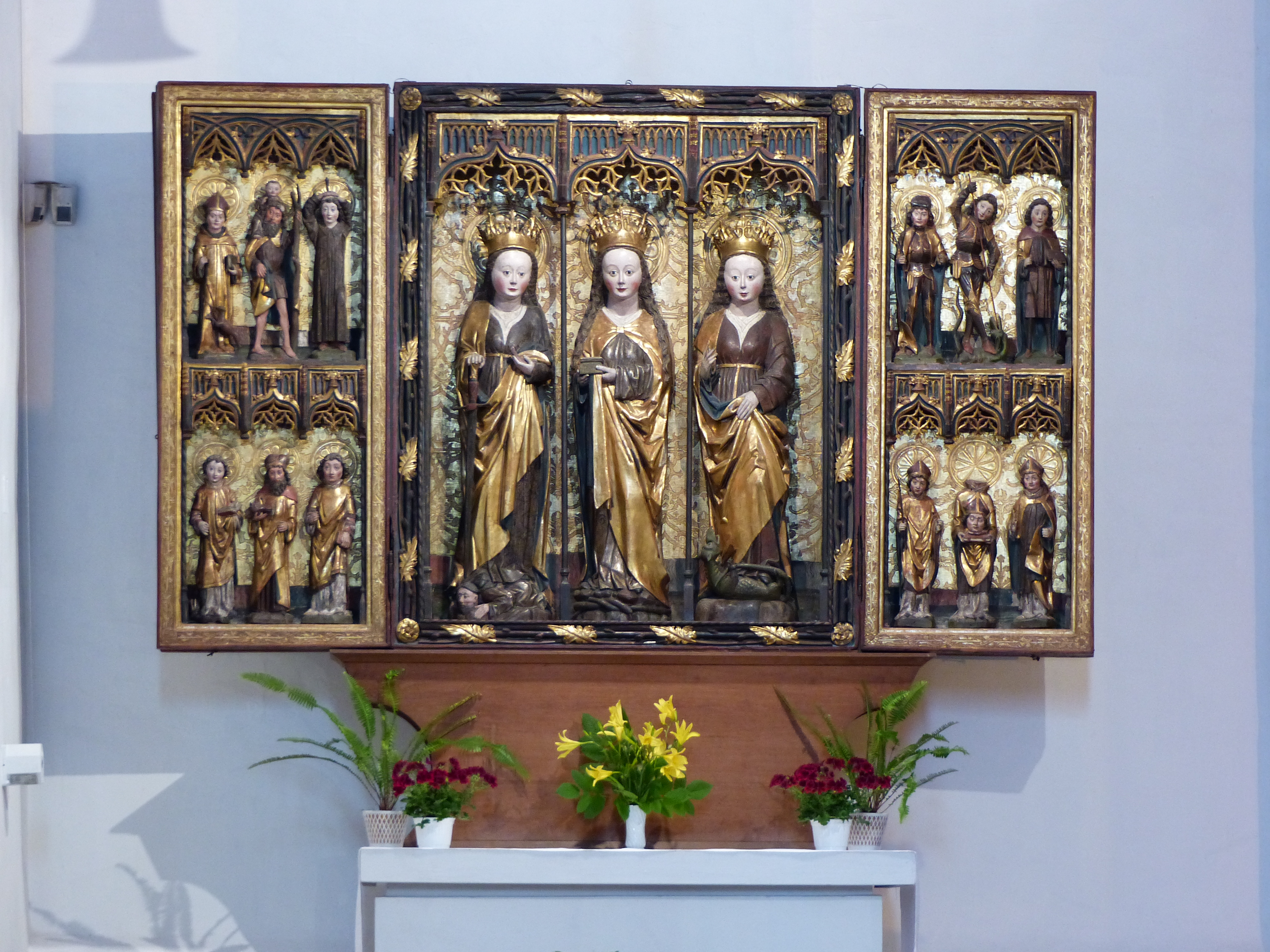
Oltář tří panen a 14 svatých pomocníků
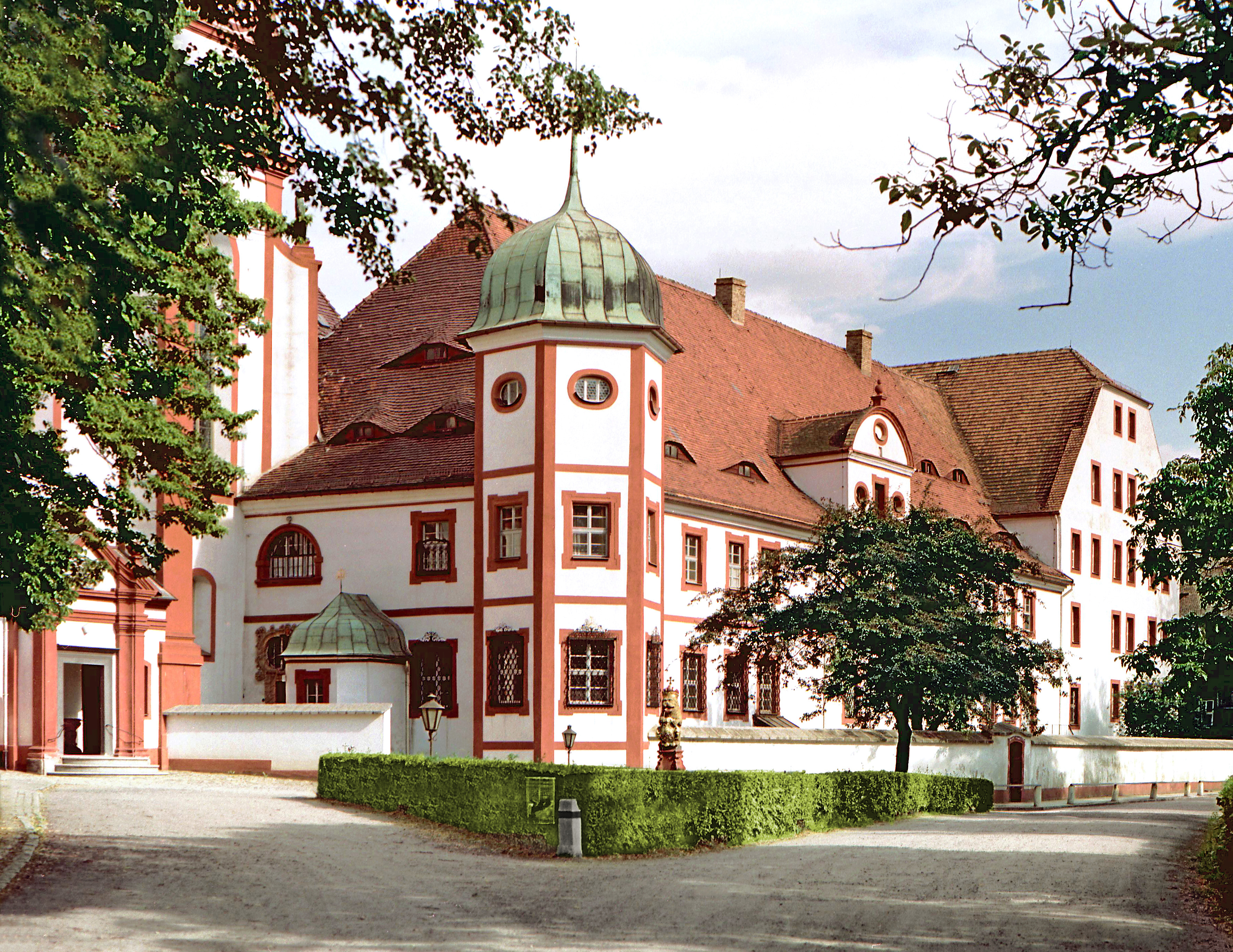
Západní křídlo kláštera
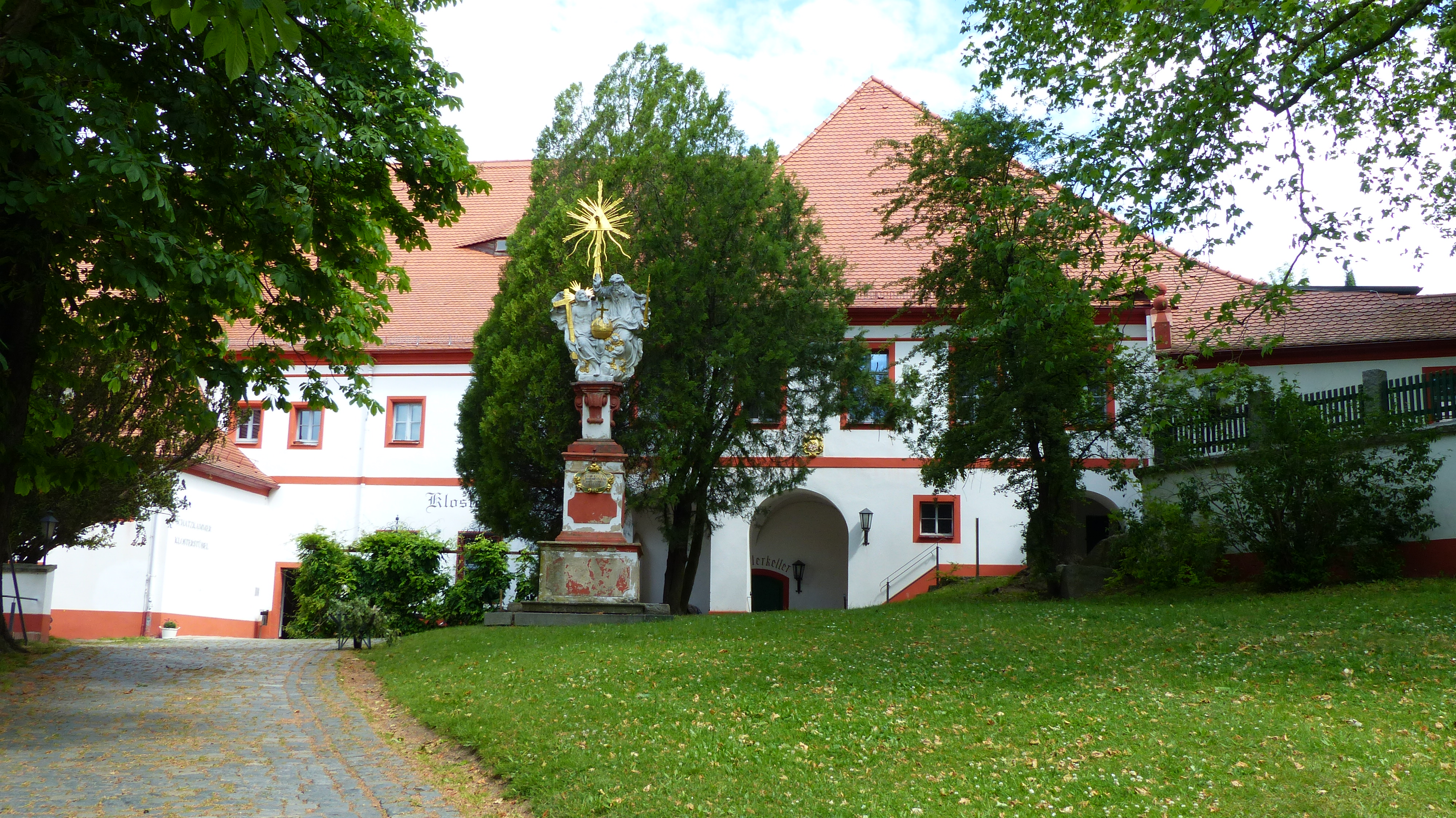
Dům pro hosty
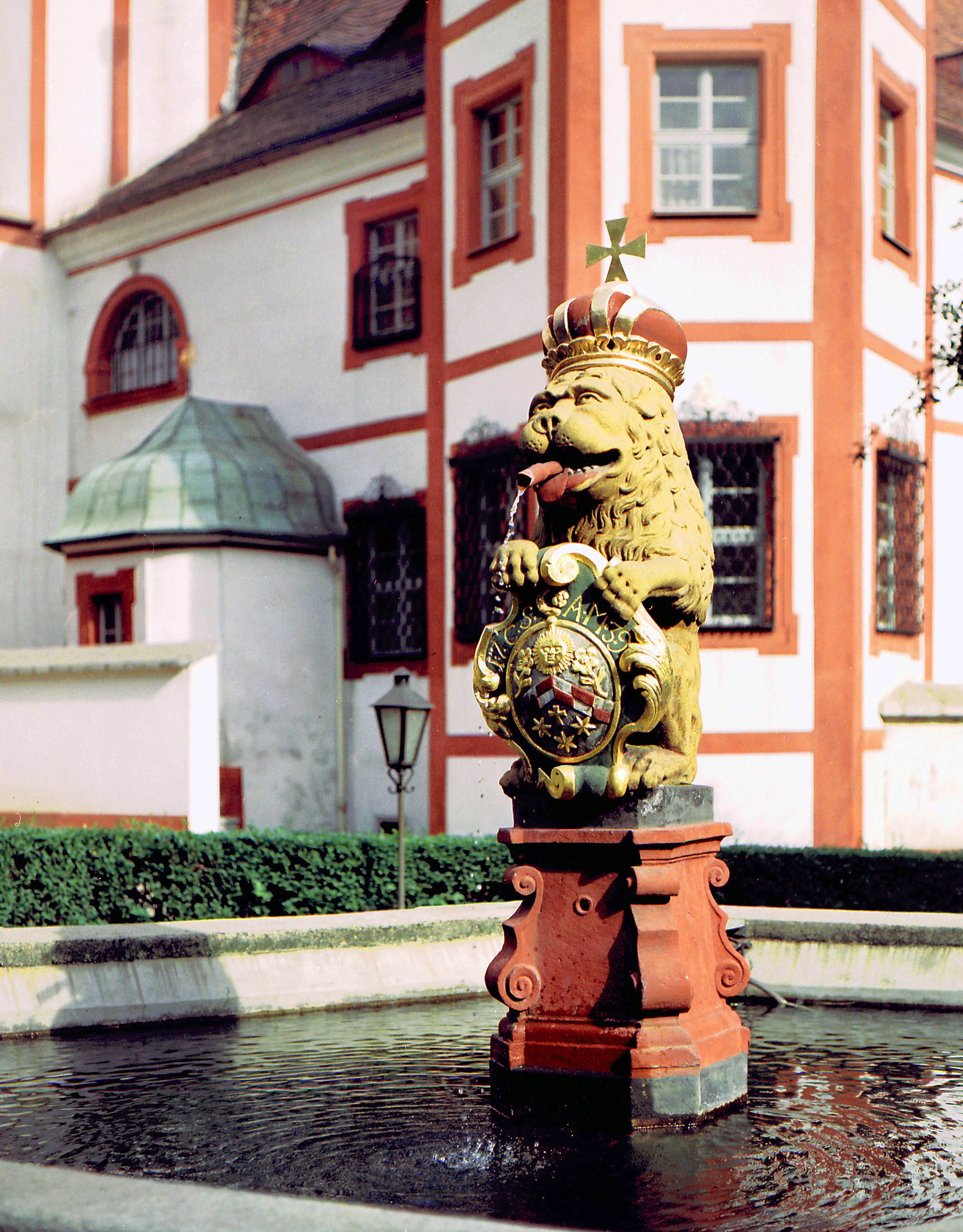
Český lev na barokní kašně (1739)